# Tout est possible (film)
Pour l’article homonyme, voir Tout est possible.
Pour plus de détails, voir Fiche technique et Distribution.
Tout est possible (The Biggest Little Farm) est un film documentaire américain de 2018, réalisé par John Chester (en),, sorti en France en 2019.

## Présentation
Le film décrit la vie de Chester et de sa femme Molly alors qu'ils acquièrent et s'établissent sur Apricot Lane Farms à Moorpark, en Californie.
Le film a été présenté en avant-première le 1er septembre 2018 au Festival du film de Telluride. Il a eu sa deuxième projection au Festival international du film de Toronto 2018, où il a été nommé deuxième finaliste du Prix du choix du public : documentaires . Il a été sélectionné comme film de la soirée d'ouverture au Doc NYC en novembre 2018. Le film a été projeté au Festival du film de Sundance 2019. Il a également été projeté au 29e Festival du film de la Nouvelle-Orléans le 24 octobre 2018. Le 4 décembre 2019, le compositeur du film, Jeff Beal, dirige le Hollywood Chamber Orchestra, interprétant sa partition en direct à l'image au Wiltern Theatre de Los Angeles.
Le film a été acquis pour une distribution en salles par la société de cinéma indépendante Neon avec une date de sortie prévue le 10 mai 2019 à Los Angeles et à New York. Le film s'est étendu à Austin, Boston, Chicago, Dallas, Denver, Houston, Minneapolis, Nashville, Philadelphie, Phoenix, Portland, San Diego, San Francisco et Washington DC le 17 mai et sur d'autres marchés en mai et juin. Le film a été acquis par The Exchange pour une distribution internationale.
Le film est sorti en France le 9 octobre 2019 sous le titre Tout est possible et présenté au Festival du cinéma américain de Deauville 2019 où il fait partie de la sélection.

## Accueil
Sur le site Web de Rotten Tomatoes, le film détient une note d'approbation de 91% sur la base de 75 avis avec une note moyenne de 7,34 / 10. Le consensus critique du site se lit comme suit : « Édifiante, éducative et divertissante, The Biggest Little Farm est un documentaire de défense de l'environnement avec un accompagnement satisfaisant d'espoir pour l'avenir. ». Sur Metacritic, il détient un score de 74/100 (indiquant « des critiques généralement favorables ») basé sur 25 critiques.
Dans sa revue Variety du film, Peter DeBruge a noté qu'il « ressemble à un air frais pour l'âme » et le critique du New York Times Glenn Kenny a écrit « cela peut aussi raviver votre émerveillement à l'étrange mais finalement des moyens impressionnants par lesquels les humains peuvent aider la nature à faire son travail ». De plus, Robert Abele du Los Angeles Times a écrit que le film est une « tournée luxuriante de terres transformées et de faune photogénique, si attrayante qu'une chronique de bienfaiteurs dévoués qui ont fait du bien (et ont tourné chaque image). [. . . ] Regarder les Chesters combattre les désillusions passées pour apprendre les vraies leçons de la récolte en communion avec la nature est ce qui donne au film son pouvoir éveillant et éclairant. ».
En France, la critique se montre également favorable sur le fond, tant dans les quotidiens ou hebdomadaires nationaux que dans les revues spécialisées, malgré quelques réserves sur la forme parfois,,.

## Récompenses et nominations
La liste des nominations et récompenses reçues par le film est la suivante : 
- Festival international du film de Palm Springs - Prix du public du meilleur documentaire[17]
- Festival international du film de Toronto - Deuxième finaliste pour le prix du documentaire Grolsch People's Choice[18]
- Festival du film de Sundance - Finaliste pour le prix préféré du festival[19]
- American Film Institute Fest - Prix du public du meilleur long métrage[20]
- Festival du film de Boulder - Grand prix du jury pour le long métrage[21]
- Festival du film de Boulder - Meilleur documentaire
- Festival du film de Mill Valley - Prix du public en argent pour la présentation de Valley of the Docs[22]
- Festival international du film de Hamptons - Prix du public pour le meilleur long métrage documentaire[23]
- Festival du film de Middleburg - Prix du public du meilleur documentaire[24]
- Festival du film d'Annapolis - Prix du public du meilleur long métrage documentaire[25]
- Festival du film de Gasparilla - Grand prix du jury du meilleur long métrage documentaire
- Festival du film de Sedona - Le meilleur du festival[26]
- Festival du film de Sedona - Prix du réalisateur pour le meilleur documentaire